# Chic
Chic či CHIC je americká disco a R&B kapela, kterou zformoval v roce 1976 kytarista Nile Rodgers s basistou Bernard Edwardsem. Mezi jejich komerční hity patří disco písničky typu "Dance, Dance, Dance" (1977), "Everybody Dance" (1977), "I Want Your Love" (1978) či "Good Times" (1979). V roce 2009 byli nominováni do Rock and Roll Hall of Fame (rockandrollová síň slávy).
Původně začali jako rocková kapela "The Boys" a "The Big Apple Band" a měli koncerty po New York City. Nikde ale nesehnali nahrávací společnost, neboť se všichni domnívali, že "černoši nemohou být nikdy úspěšní v rockové hudbě". Pak tedy přesedlali na R&B.

## Kapela

### Rytmická sekce
- Bernard Edwards - vocals, bass
- Nile Rodgers - guitar
- Tony Thompson - drums
- Alfa Anderson, Luci Martin - lead vocals

### Smyčcová sekce
The Chic Strings:
- Valerie Haywood
- Cheryl Hong
- Karen Karlsrud
- Karen Milne
- Gene Orloff (dirigent New York Philharmonic Orchestra)

## Diskografie

### Alba
- 1977 - CHIC
- 1978 - C'est CHIC
- 1979 - Risqué
- 1980 - Real People
- 1981 - Take It Off
- 1982 - Tongue in CHIC
- 1983 - Believer
- 1992 - CHIC-ism
- 1999 - Live at the Budoukan

### Singly
- 1977 - Dance, Dance, Dance (Yowsah, Yowsah, Yowsah)
- 1977 - Everybody Dance
- 1978 - Le Freak
- 1978 - I Want Your Love
- 1979 - Good Times
- 1979 - My Forbidden Lover
- 1979 - My Feet Keep Dancing
- 1980 - Rebels Are We
- 1980 - Real People/Chip Off The Old Block
- 1981 - Stage Fright
- 1982 - Soup For One
- 1982 - Hangin'
- 1983 - Give Me The Lovin'
- 1987 - Jack Le Freak
- 1992 - CHIC Mystique
- 1992 - Your Love